# Burg Camberg
Die Burg Camberg ist eine abgegangene Höhenburg  an der Stelle des heutigen Rathauses (Am Amthof 15) auf der höchsten Stelle von Bad Camberg bei etwa 222 m ü. NN im Landkreis Limburg-Weilburg in Hessen.
Die Burg wurde zur Zeit der Stadterhebung Cambergs zur Minderstadt durch König Rudolf I. um 1281 von Graf Gerhard IV. von Dietz vermutlich an der Stelle eines früheren Königshofes (Kaynburg) erbaut und mit Burgmannen besetzt. Nach dem Aussterben der Grafen von Diez 1386 kam die Burg an Adolf von Nassau-Diez und nach Vererbungen, vielseitigen Streitigkeiten, Schlichtungsversuchen und einem Burgfrieden sowie Teilungen wurde im „Diezer Vertrag“ vom 27. Juli 1564 die Grafschaft Diez schließlich von Nassau-Dillenburg und Kurtrier geteilt. Camberg ging an Kurtrier.
1772 wurde die Burg als verfallen bezeichnet und im 19. Jahrhundert auf der Burgstelle das heutige Rathaus errichtet. Von der ehemaligen Burganlage sind keine oberirdischen Reste vorhanden.